# Elaphoglossum gardnerianum
Elaphoglossum gardnerianum är en träjonväxtart som först beskrevs av Kze., och fick sitt nu gällande namn av Moore. Elaphoglossum gardnerianum ingår i släktet Elaphoglossum och familjen Dryopteridaceae. Inga underarter finns listade.